# Karlo Stipanić
Karlo Stipanić (Crikvenica, 8 december 1941) is een voormalig Joegoslavisch waterpolospeler.
Karlo Stipanić nam als waterpoloër driemaal deel aan de Olympische Spelen van 1964, 1968 en 1972. Hij eindigde met het Joegoslavisch team op de tweede en eerste en vijfde plaats.
In de competitie kwam Stipanić uit voor Mladost, Zagreb.
Ozren Bonačić · 
Zoran Janković · 
Milan Muskatirović · 
Ante Nardeli · 
Frane Nonković · 
Vinko Rosić · 
Mirko Sandić · 
Zlatko Simenc · 
Bozidar Staničić · 
Karlo Stipanić · 
Ivo Trumbić
Ozren Bonačić · 
Dejan Dabović · 
Zdravko Hebel · 
Zoran Janković · 
Ronald Lopatni · 
Uroš Marović · 
Đorđe Perišić · 
Miroslav Poljak · 
Mirko Sandić · 
Karlo Stipanić · 
Ivo Trumbić
Dušan Antunović · 
Siniša Belamarić · 
Ozren Bonačić · 
Zoran Janković · 
Miloš Marković · 
Uroš Marović · 
Ronald Lopatni · 
Đorđe Perišić · 
Ratko Rudić · 
Mirko Sandić · 
Karlo Stipanić